# ガールズ・スクール
ガールズ・スクール（原題：Girl's School）は、1977年にウイングスが発表した楽曲、及び同曲を収録したシングル。

## 概要
この曲が書かれたのは、1975年にハワイに滞在していたときの事。新聞のポルノ広告を見て曲のアイディアを思いついた。当初のタイトルは「Love School」。

アルバム『ロンドン・タウン』セッションの序盤、通称「船上セッション」で録音された。

## リリース
イギリスで大ヒットを記録したシングル「夢の旅人」のB面、及び同日にアメリカでリリースされたシングルのA面。夢の旅人の英国トラッド色があまりにも強すぎるため、アメリカではA面とB面を逆にしてリリースされた。シングルは33位まで上昇した。
1987年に再発された『ロンドン・タウン』のボーナストラックには、この曲のエディットバージョンが収録されている。シングルバージョンは1993年に出たリマスター版『ロンドン・タウン』のボーナストラックに収録された。

## 歌詞
前述の通り、この曲はポルノ広告に誘発されて書かれた曲であり、歌詞に登場する、東洋の姫君「ユキ」、スペイン人形「シスター・スカラ」、調教師「ロクサーヌ」はいずれもポルノ広告のタイトル及び内容から拝借したものである。